# Kowiesy (gmina)
Kowiesy – gmina wiejska w województwie łódzkim, w powiecie skierniewickim. W latach 1975–1998 gmina położona była w województwie skierniewickim.
Siedziba gminy to Kowiesy.
Według danych z 30 czerwca 2004 gminę zamieszkiwało 3061 osób.

## Struktura powierzchni
Gmina Kowiesy zajmuje powierzchnię 85,63 km². Jest to typowa gmina wiejska i większość jej obszaru stanowią grunty orne. Ogółem użytki rolne (grunty orne, sady, łąki i pastwiska) stanowią 73% powierzchni gminy, zaś 21% – lasy (danych z 2002 r.). Na pozostałą powierzchnię składają się m.in. szlaki komunikacyjne – 3%, wody – 0,4%, i nieużytki – 0,6% powierzchni.

Główną rzeką w gminie jest Chojnatka, poza nią przez teren gminy przepływa pewna liczba nienazwanych na ogół strumieni, stanowiących jej dopływy.
Gmina stanowi 11,32% powierzchni powiatu skierniewickiego.

## Demografia

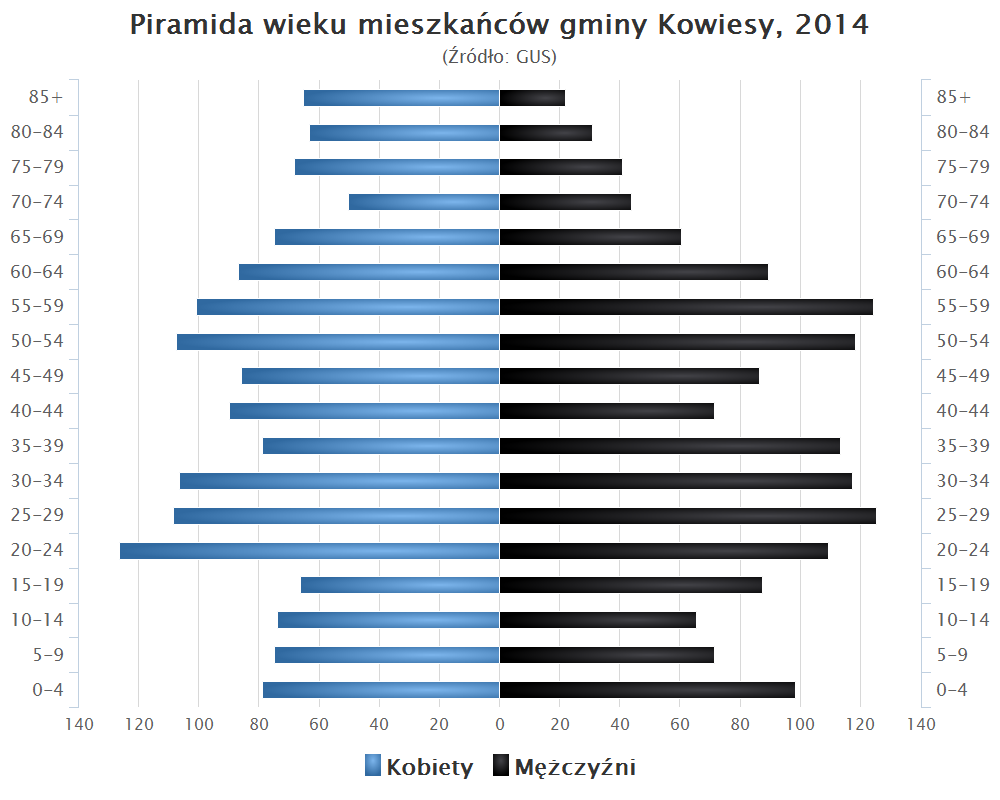
Piramida wieku mieszkańców gminy Kowiesy w 2014 roku

Dane z 30 czerwca 2004:
| Opis                              | Ogółem | Ogółem | Kobiety | Kobiety | Mężczyźni | Mężczyźni |
| --------------------------------- | ------ | ------ | ------- | ------- | --------- | --------- |
| jednostka                         | osób   | %      | osób    | %       | osób      | %         |
| populacja                         | 3061   | 100    | 1551    | 50,7    | 1510      | 49,3      |
| gęstość zaludnienia (mieszk./km²) | 35,7   | 35,7   | 18,1    | 18,1    | 17,6      | 17,6      |

## Gospodarka
Gospodarka Kowies opiera się w głównej mierze na rolnictwie. Dość wysoka jakość gleb pozwala także na rozwój sadownictwa, a w ostatnich latach także warzywnictwa.

## Zabytki

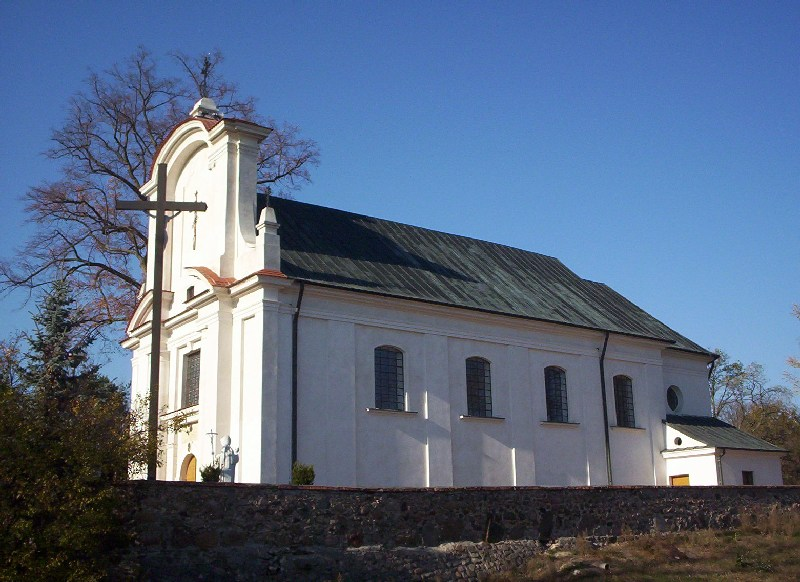
Kościół w Jeruzalu

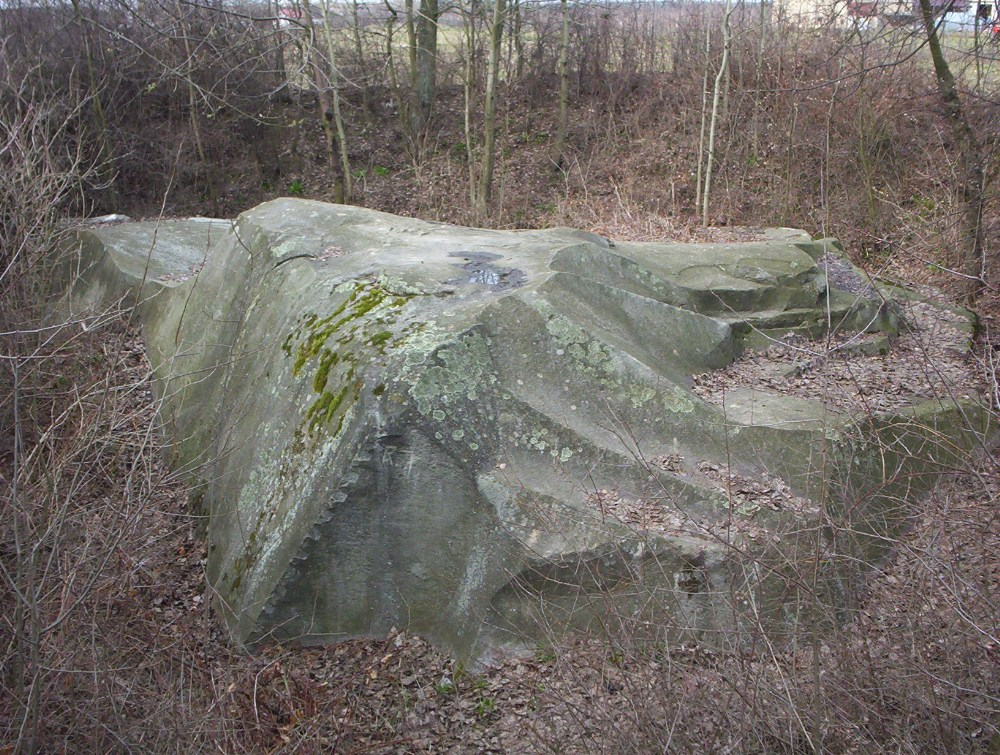
Głaz Mszczonowski w Zawadach

Na terenie gminy znajdują się następujące obiekty wpisane do rejestru zabytków:
- Kościół pw. Św. Marcina (z 1334 r., z licznymi późniejszymi przebudowami) w Chojnacie, wraz z dzwonnicą i cmentarzem przykościelnym
- Kościół pw. Podwyższenia Krzyża w Jeruzalu (z 1798 r.), wraz z dzwonnicą i cmentarzem przykościelnym
- Park krajobrazowy w Paplinie
- Dwór i park dworski w Turowej Woli (w miejscach tych kręcone były zdjęcia do licznych filmów, m.in. Pana Tadeusza
- Zespół dworski w Woli Pękoszewskiej, obejmujący m.in. dwór i spichlerz
- Park w Wędrogowie
- Mogiła zbiorowa z 1944 r. w Ulaskach
- Tzw. Głaz Mszczonowski – głaz narzutowy pochodzenia polodowcowego, o obwodzie ok. 40 m. w Zawadach – największy tego typu obiekt na Mazowszu, a drugi co do wielkości w Polsce (12 m długości, 8,5 m szerokości i 3 m wysokości).

Poza tymi oficjalnie uznanymi za zabytki na terenie gminy znajdują się także inne obiekty, m.in.:
- Dwór w Chojnacie
- Dwór w Wędrogowie

## Miejscowości i sołectwa na terenie gminy

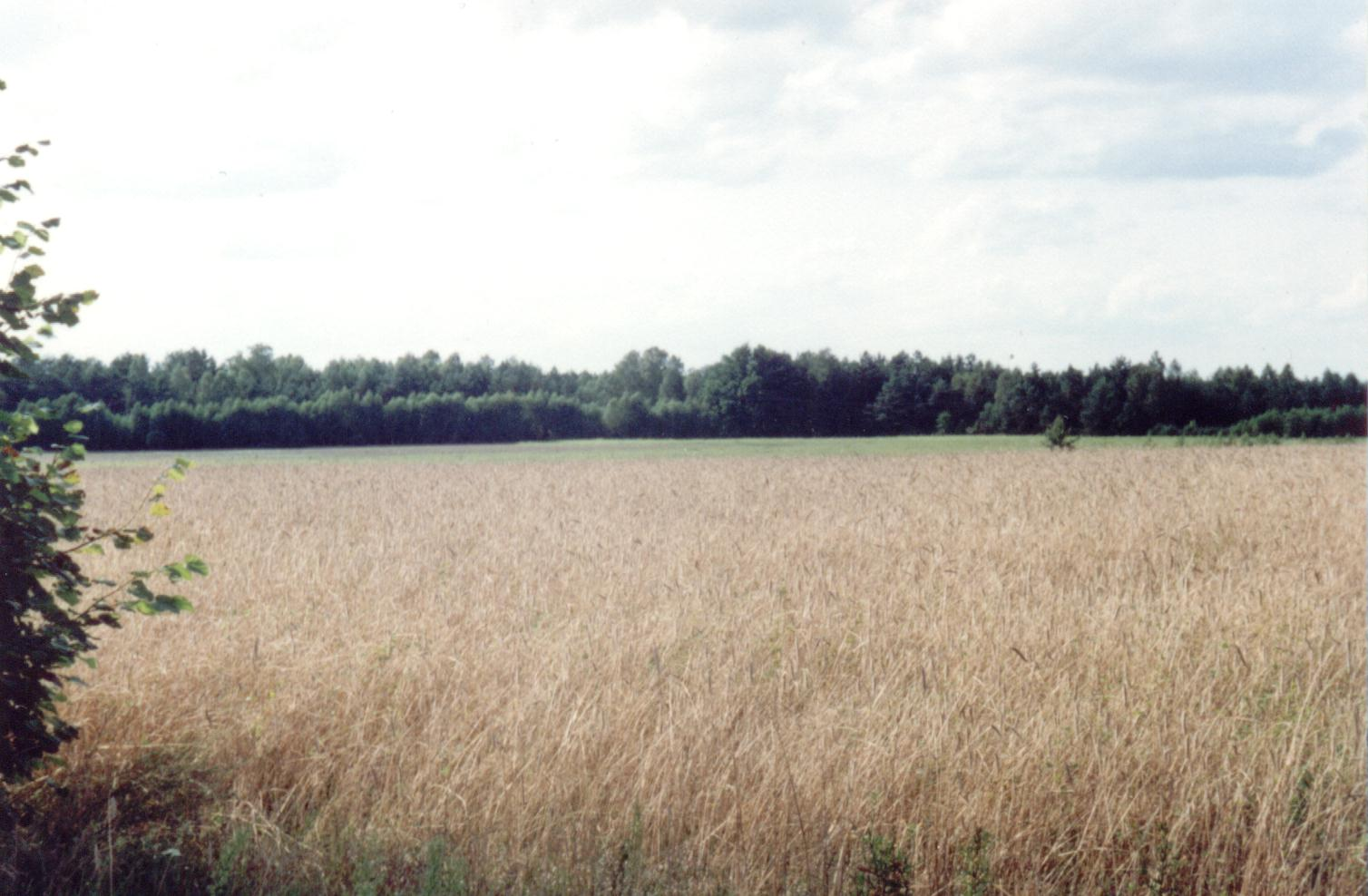
Typowy krajobraz w gminie (na zdjęciu – pola w pobliżu Jeruzala)

### Sołectwa
Borszyce-Wola Pękoszewska, Budy Chojnackie, Chełmce, Chojnata, Chojnatka, Chrzczonowice, Franciszków, Jakubów, Jeruzal-Wólka Jeruzalska, Kowiesy-Wymysłów, Lisna, Michałowice, Nowy Lindów, Nowy Wylezin-Janów, Paplin, Paplinek, Pękoszew, Stary Wylezin, Turowa Wola, Ulaski, Wędrogów, Wycinka Wolska, Zawady.

### Pozostałe miejscowości
Chojnatka (zniesiona osada), Huta Zawadzka.

## Sąsiednie gminy
Biała Rawska, Mszczonów, Nowy Kawęczyn, Puszcza Mariańska